# Лессак (Шаранта)
Лесса́к (фр. Lessac) — коммуна во Франции, находится в регионе Пуату — Шаранта. Департамент — Шаранта. Входит в состав кантона Рюэль-сюр-Тувр. Округ коммуны — Ангулем.
Код INSEE коммуны — 16181.
Коммуна расположена приблизительно в 340 км к югу от Парижа, в 65 км юго-восточнее Пуатье, в 65 км к северо-востоку от Ангулема.

## Население
Население коммуны на 2008 год составляло 588 человек.
| 1962 | 1968 | 1975 | 1982 | 1990 | 1999 | 2008 |
| ---- | ---- | ---- | ---- | ---- | ---- | ---- |
| 657  | 648  | 591  | 587  | 586  | 531  | 588  |

## Администрация
| Период | Период | Фамилия   | Партия                  | Примечания             |
| ------ | ------ | --------- | ----------------------- | ---------------------- |
| 1997   | 2008   | Поль Леви | Социалистическая партия |                        |
| 2008   |        | Эрик Пино |                         | финансовый консультант |

## Экономика
В 2007 году среди 363 человек в трудоспособном возрасте (15—64 лет) 263 были экономически активными, 100 — неактивными (показатель активности — 72,5 %, в 1999 году было 68,5 %). Из 263 активных работали 235 человек (126 мужчин и 109 женщин), безработных было 28 (14 мужчин и 14 женщин). Среди 100 неактивных 19 человек были учениками или студентами, 43 — пенсионерами, 38 были неактивными по другим причинам.

## Достопримечательности
- Приходская церковь Сен-Пьер
- Часовня Сент-Радегонд
- Дольмен Сент-Маделен[фр.]. Исторический памятник с 1900 года

## Фотогалерея
- Лессак
- Центральная площадь и военный мемориал
- Мост через реку Вьенна